# San José del Plan
San José del Plan är en ort i Mexiko.   Den ligger i kommunen Matehuala och delstaten San Luis Potosí, i den centrala delen av landet, 500 km norr om huvudstaden Mexico City. San José del Plan ligger 1 395 meter över havet och antalet invånare är 143.
Terrängen runt San José del Plan är varierad. Runt San José del Plan är det ganska tätbefolkat, med 75 invånare per kvadratkilometer. Närmaste större samhälle är San Antonio de las Barrancas, 13,9 km sydväst om San José del Plan. Omgivningarna runt San José del Plan är i huvudsak ett öppet busklandskap.